# Raesfeld
Raesfeld est une commune de Rhénanie-du-Nord-Westphalie (Allemagne), située dans l'arrondissement de Borken, dans le district de Münster.

## Galerie

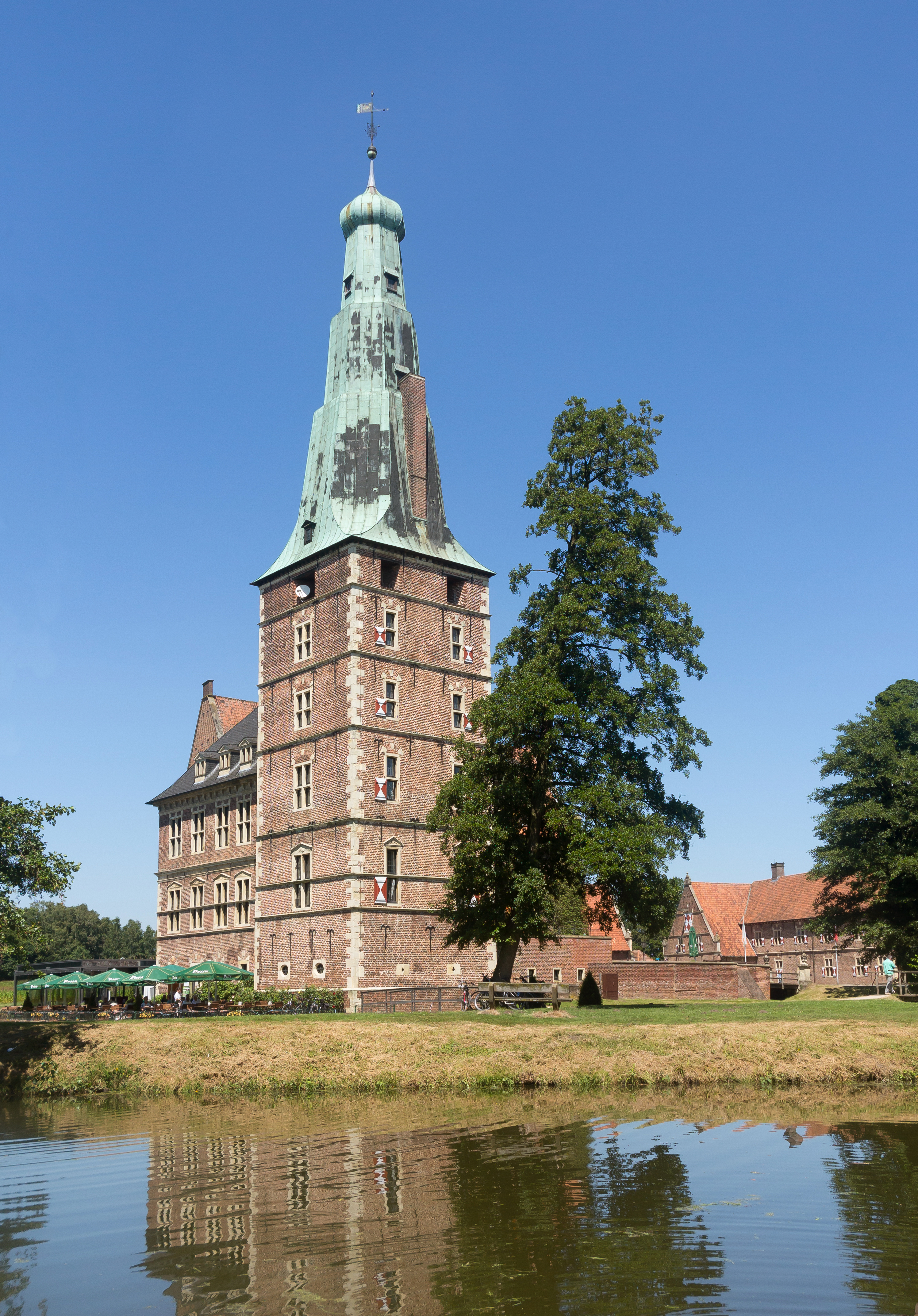
Raesfeld, tour du château (Schloss Raesfeld)
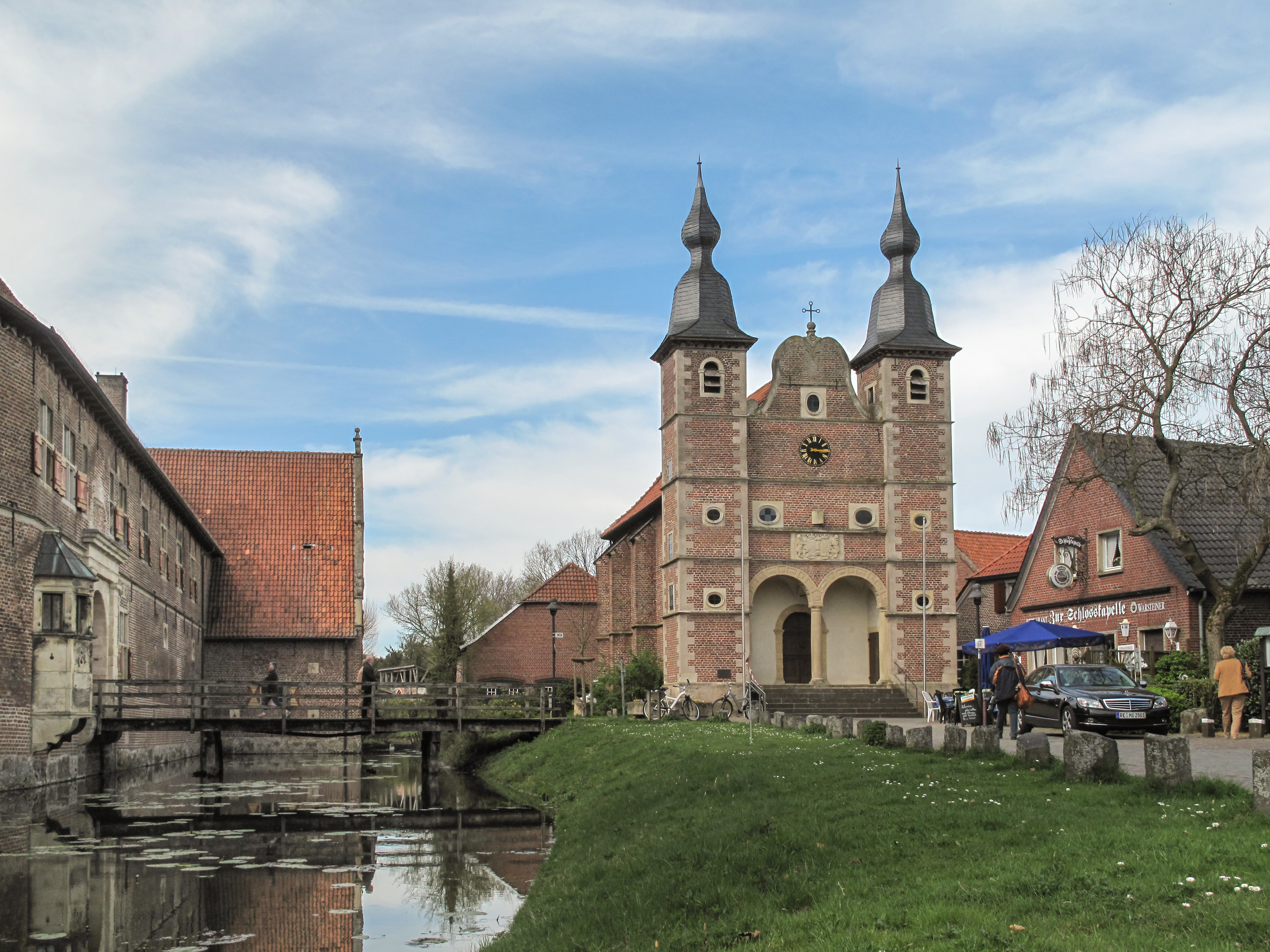
Raesfeld, sur château Raesfeld
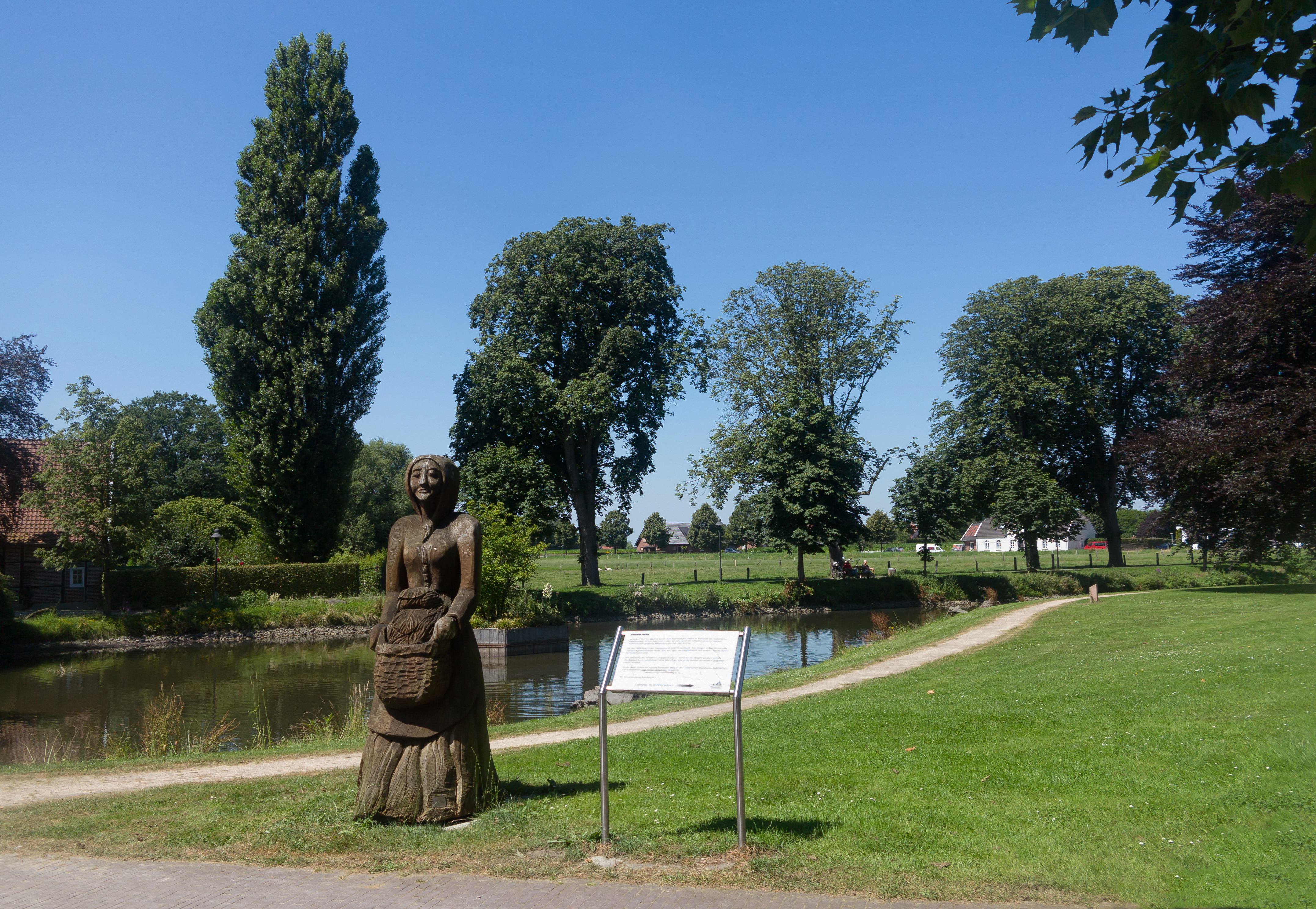
Raesfeld, sculpture: Kappes Anna
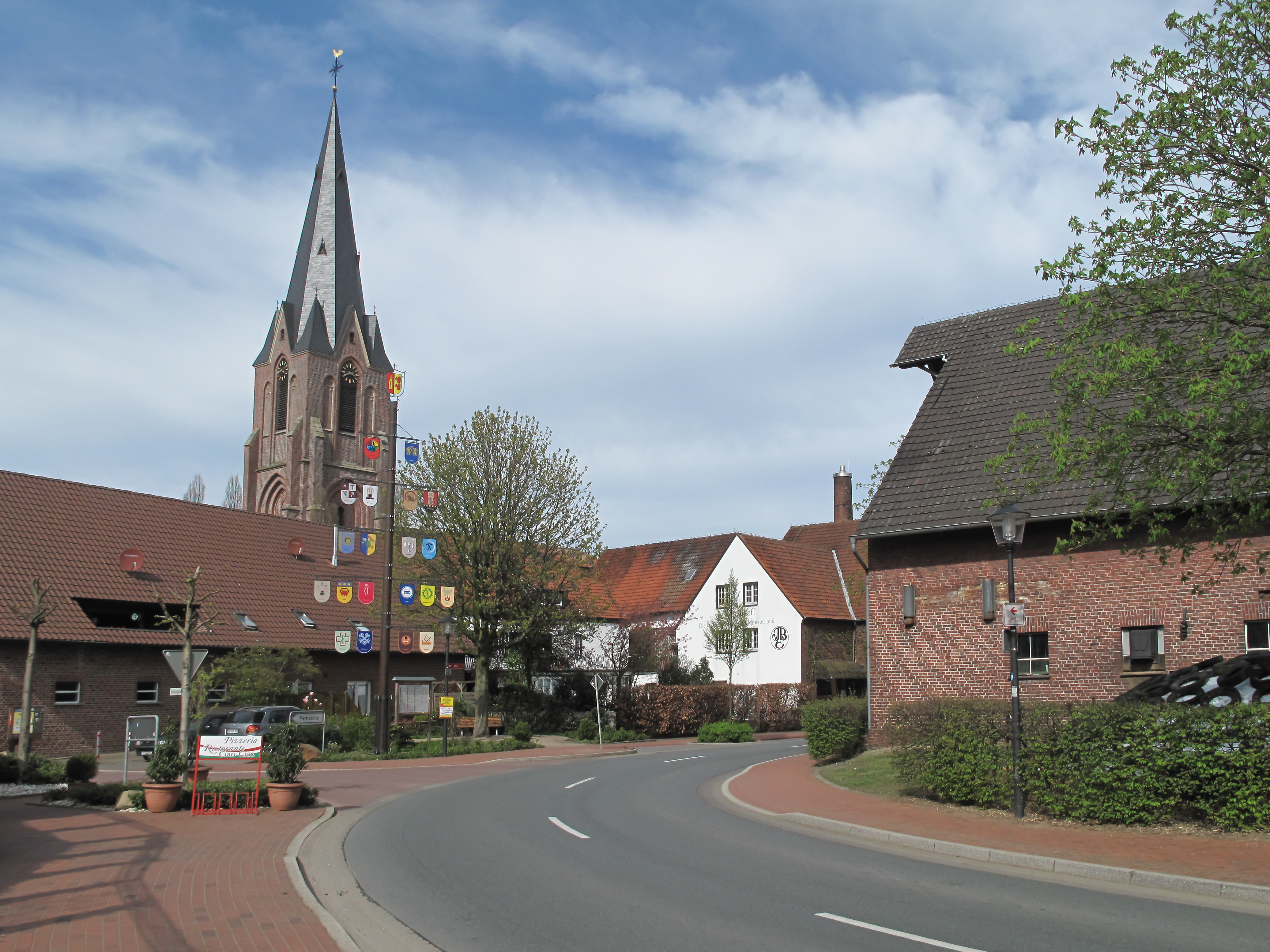
Erle, église dans la rue